# Franklyn Seales
Franklyn Seales (* 15. Juli 1952 auf St. Vincent, Karibik; † 21. Mai 1990 in Brooklyn, New York, USA) war ein US-amerikanischer Film- und Theaterschauspieler.

## Leben
Seales wuchs als Bruder von sechs Geschwistern (3 Brüder, 3 Schwestern) auf St. Vincent auf. Als Jugendlicher schrieb er sich am Juilliard ein, wo er unter anderem Schauspielunterricht vom renommierten Filmschauspieler John Houseman erhielt. Daraufhin trat Seales auf vielen regionalen Theaterbühnen in New York City in Erscheinung. Seine bekannteste Theaterrolle, Hamlet, sollte ihn schließlich auch nach Los Angeles bringen.
1974 gab er sein Filmdebüt in Edwin Sherins „King Lear“. In der 31. Ausgabe des Magazins John Willis' Screen World von 1979 wurde Seales unter die „viel versprechendsten neuen Schauspieler des Jahres“ gewählt, hatte er doch im selben Jahr in „Star Trek: Der Film“ auch zum ersten Mal in einem Kinofilm mitgewirkt. Seales starb im Alter von 37 Jahren an den Folgen von AIDS.

## Filmografie

### Fernsehserien
- Polizeirevier Hill Street
- Unser lautes Heim
- Kampf gegen die Mafia

### Spielfilme
- 1979: Mord im Zwiebelfeld
- 1981: Die letzten Amerikaner